# Lista över Tysklands förbundslandsflaggor
Varje förbundsland i Tyskland har en egen flagga.

Land Baden-Württemberg
Freistaat Bayern
Land Berlin
Land Brandenburg
Bremen
Freie und Hansestadt Hamburg
Land Hessen
Land Mecklenburg-Vorpommern
Land Niedersachsen
Land Nordrhein-Westfalen
Land Rheinland-Pfalz
Saarland
Freistaat Sachsen
Land Sachsen-Anhalt
Land Schleswig-Holstein
Freistaat Thüringen